# Janvier 1984

## Événements
- Conférence économique latino-américaine de Quito. Les Latino-américains affirment que la dette est un problème politique, et non seulement économique, dont la responsabilité incombe aussi bien aux débiteurs qu’aux créanciers. Après la Conférence de Carthagène en juin, la communauté internationale prend conscience de la dimension sociale et politique du problème de la dette.
- Guerre du Liban : la Force multinationale commence son évacuation du Liban, laissant libre l’action guerrière des milices dans Beyrouth.
- 1er janvier :
  - Brunei : indépendance du sultanat de Brunei vis-à-vis du Royaume-Uni. Il adhère à l’ASEAN.
  - La compagnie de téléphone AT&T doit se séparer de ses 23 filiales locales, désormais regroupées en sept compagnies régionales indépendantes (les Baby Bells) qui n’ont pas le droit de fabriquer des équipements téléphoniques ni de proposer des services longue distance. Dans ce domaine, la concurrence est ouverte, et AT&T perd son monopole naturel et affronte des adversaires, tel MCI, qui disposent de satellites et de réseaux de fibre optique.
- 3 janvier, États-Unis : le président Ronald Reagan reçoit le lieutenant de la marine Robert Goodman (en) et le révérend Jesse Jackson à la Maison-Blanche après la libération du lieutenant Goodman de sa captivité en Syrie.
- 16 au 19 janvier : quatrième sommet islamique (41 présents sur 44). Il réintègre l'Égypte.
- 17 janvier : conférence sur le désarmement en Europe (CDE) à Stockholm : 35 pays signataires du CSCE d'Helsinki.
- 20 janvier : victoire de René Metge lors du sixième Paris-Dakar. Gaston Rahier, à moto, en fait autant.
- 24 janvier, États-Unis : lancement par Apple Computer Inc. du premier Macintosh, qui remplace l'Apple II. C'est le premier ordinateur utilisant une souris et une interface graphique au lieu d'une interface en ligne de commande.

## Culture

### Cinéma

#### Films sortis en France en janvier 1984
- 4 janvier : Rue barbare, film français de Gilles Béhat

## Naissances en janvier 1984
- 1er janvier : Mahamat Idriss Déby, militaire et homme d'État tchadien et président de la république du Tchad depuis 2021.
- 3 janvier : Heiko Schaffartzik, basketteur allemand.
- 5 janvier :
  - Fabien Libiszewski, joueur d'échecs français ;
  - Hippocampe Fou, rappeur français.
- 6 janvier :
  - Eric Trump, homme d'affaires américain ;
  - Kate McKinnon, humoriste et actrice américaine.
- 8 janvier : Kim Jong-un, dirigeant de la Corée du Nord.
- 10 janvier : Marouane Chamakh, footballeur marocain.
- 14 janvier : Alexis Righetti, vidéaste français, sportif pratiquant le VTT freeride, écrivain et créateur de jeux de société.
- 17 janvier : Calvin Harris, disc jockey, chanteur et producteur de musique électronique britannique.
- 18 janvier : Cho Seung-hui, tueur coréen de la fusillade de l'université Virginia Tech († 16 avril 2007).
- 24 janvier : Émerse Faé, footballeur et entraîneur International franco-ivoirien.
- 25 janvier :
  - Jay Briscoe, catcheur américain († 17 janvier 2023) ;
  - Robinho, footballeur brésilien.

## Décès en janvier 1984
- 1er janvier : Cagancho (Joaquín Rodríguez Ortega), 80 ans, matador espagnol (° 17 février 1903).
- 7 janvier : Alfred Kastler, 81 ans, physicien français (° 3 mai 1902).
- 10 janvier : Toivo Loukola, 81 ans, athlète finlandais vainqueur du 3000 mètres steeple des Jeux olympiques de 1928. (° 2 octobre 1902)
- 16 janvier : Kenneth Arnold, 68 ans, aviateur américain (° 29 mars 1915).
- 20 janvier : Johnny Weissmuller, 79 ans, champion olympique de natation et acteur américain, interprète de Tarzan (° 2 juin 1904).